# Głodówka (Krowica Hołodowska)
Głodówka – przysiółek wsi Krowica Hołodowska w Polsce, położony w województwie podkarpackim, w powiecie lubaczowskim, w gminie Lubaczów
W latach 1975–1998 przysiółek administracyjnie należał do województwa przemyskiego.
Wierni Kościoła rzymskokatolickiego należą do parafii Przemienienia Pańskiego w Krowicy Samej.